# Augusta La Torre
Augusta Deyanira La Torre Carrasco (29 augustus 1946 - 14 november 1988), ook wel bekend als Kameraad Norah (Camarada Norah), was een Peruaans terrorist en prominent lid van het Lichtend Pad. Ze overtuigde haar echtgenoot Abimael Guzmán, oprichter en leider van het Lichtend Pad, van volwaardige deelname van vrouwen aan organisatie en activiteiten van de groepering.

## Jonge jaren
Augusta La Torre werd in 1946 in de provincie Huanta geboren, in een politiek actieve familie. Ze was de dochter van de leider van de communistische partij Carlos La Torre Córdova en Delia Carrasco. Haar vader bewonderde Lenin en de oprichting van de Sovjet-Unie in 1922. Augusta werd in 1962, ze was toen 17 jaar oud, op haar beurt lid van de Communistische Partij. Ze besloot vervolgens om haar studie te vervolgen aan de Universidad Nacional de San Cristóbal de Huamanga (Nationale Universiteit van Sint Christoffel van Huamanga, UNSCH) te Ayacucho. Daar trof ze gelijkgestemde jonge academici die streefden naar een revolutie in Peru. Ze trad toe tot het Frente Estudiantil Revolucionario (Revolutionair Studentenfront, FER)

## Communisme en feminisme
Sinds 1962 was Abimael Guzmán professor in de filosofie aan deze universiteit. Voor La Torre was Guzmán geen onbekende, want hij kwam regelmatig bij haar vader thuis om de politiek te bespreken. In februari 1964 trouwde La Torre met Guzmán en in 1965 bezochten ze samen de Volksrepubliek China, waar ze onderwijs kregen in de dictatuur van het proletariaat en in de organisatie van illegale clandestiene politieke en terroristische activiteiten. Op advies van Guzmán nam La Torre de schuilnaam Kameraad Norah (Camarada Norah) aan, een naam die ze ontleende aan de roman Het 25e uur van de Roemeense schrijver Constantin Virgil Gheorghiu.
In 1965 richtte Guzmán op aandringen van La Torre de Movimiento Popular Femenino del Perú (Vrouwen Volksbeweging van Peru) op. Hier werd een soort "proletarisch feminisme" bedreven, geïnspireerd door Karl Marx, Friedrich Engels, Mao Zedong en José Carlos Mariátegui, waarmee het een vrouwenbeweging was die radicaal afweek van andere populaire vrouwengroepen in die tijd.

## Lichtend Pad
Tijdens de ideologische en persoonlijke geschillen die de Peruaanse communistische partij gedurende de jaren zestig doormaakte stond La Torre aan de zijde van Guzmán bij de keus voor de kant van het Maoïsme. Bij een conferentie in 1971 ontstond er een partijscheuring, waarbij de groep rond Guzmán verder ging als Sendero Luminoso (Lichtend Pad). La Torre werd, na Guzmán, de tweede in de commandolijn van deze groepering.

## Overlijden
La Torre stierf onder omstandigheden die nooit zijn opgehelderd, waarschijnlijk op 14 november 1988. Guzmán verklaarde dat haar lichaam in bewaring was geplaatst omdat het tot het Lichtend Pad behoorde, en dat er een begrafenisritueel was uitgevoerd volgens de tradities van de Andes. Haar lichaam is echter nooit teruggevonden. Haar positie in het Lichtend Pad werd overgenomen door Elena Iparraguirre, met wie Guzmán in 2010 in het huwelijk trad. Eerder kon hij niet hertrouwen, doordat La Torre pas in dat jaar wettelijk dood werd verklaard.